# Małgorzata Lis
Małgorzata Lis (ur. 14 kwietnia 1981 w Bielsku-Białej) – polska siatkarka, grająca na pozycji środkowej.

## Sukcesy klubowe
Mistrzostwo Polski:
- 2003
- 2010, 2012

Puchar Słowacji:
- 2007

MEVZA - Liga Środkowoeuropejska:
- 2007

Mistrzostwo Słowacji:
- 2007

Puchar Polski:
- 2012

I liga:
- 2019